# Liste der Baudenkmäler in Ebelsbach
Auf dieser Seite sind die Baudenkmäler in der unterfränkischen Gemeinde Ebelsbach zusammengestellt. Diese Tabelle ist eine Teilliste der Liste der Baudenkmäler in Bayern. Grundlage ist die Bayerische Denkmalliste, die auf Basis des Bayerischen Denkmalschutzgesetzes vom 1. Oktober 1973 erstmals erstellt wurde und seither durch das Bayerische Landesamt für Denkmalpflege geführt wird. Die folgenden Angaben ersetzen nicht die rechtsverbindliche Auskunft der Denkmalschutzbehörde.
 Diese Liste gibt den Fortschreibungsstand vom 19. Mai 2022 wieder und enthält 31 Baudenkmäler.

## Baudenkmäler nach Gemeindeteilen

### Ebelsbach
| Lage                                 | Objekt                                                            | Beschreibung | Akten-Nr.              | Bild                                   |
| ------------------------------------ | ----------------------------------------------------------------- | --- | ---------------------- | -------------------------------------- |
| Judenhof 3 (Standort)                | Wohnhaus                                                          | Traufständiges und zweigeschossiges Doppelhaus mit Mansardwalmdach, 18. Jahrhundert | D-6-74-129-1 Wikidata  | weitere Bilder                         |
| Neubruch (Standort)                  | Altarbildstock                                                    | Gefasstes Holzrelief als Altaraufsatz mit Darstellung der Heiligen Familie (Heiliger Wandel), 1765 | D-6-74-129-12 Wikidata | weitere Bilder                         |
| Schützenstraße 8 (Standort)          | Wohnhaus                                                          | Zweigeschossiger und traufständiger Halbwalmdachbau, Obergeschoss Fachwerk verputzt, um 1800 | D-6-74-129-2 Wikidata  | weitere Bilder                         |
| Schützenstraße 11 (Standort)         | Wohnhaus                                                          | Zweigeschossiges Traufseithaus mit Halbwalmdach und Sandsteingliederungen, klassizistisch, 1820 | D-6-74-129-32 Wikidata | weitere Bilder                         |
| Schützenstraße 11 (Standort)         | Scheune                                                           | Massiver Mansardwalmdachbau mit korbbogiger Toreinfahrt, bezeichnet „1846“ | D-6-74-129-32 Wikidata | weitere Bilder                         |
| Schützenstraße 18 (Standort)         | Urbansmühle                                                       | Zweigeschossiger, traufständiger Satteldachbau, massives Erdgeschoss, bezeichnet „1867“, Fachwerkobergeschoss mit reich verziertem Eckständer, 17. Jahrhundert | D-6-74-129-3 Wikidata  | Urbansmühle                            |
| Speckrangen (Standort)               | Unterirdische Produktionsstollenanlage                            | Für Kugellagerfabrik aus neun rundbogigen Längsstollen, Beton und Klinker, 1944/45 | D-6-74-129-33 Wikidata | Unterirdische Produktionsstollenanlage |
| Stettfelder Straße 10 (Standort)     | Schloss Ebelsbach, Torbau des ehemaligen Wasserschlosses          | Zweigeschossiger Walmdachbau mit Fachwerkobergeschoss, Einfahrt und Fußgängerdurchgang rundbogig, zweite Hälfte 16. Jahrhundert; mit späteren Veränderungen | D-6-74-129-5 Wikidata  | weitere Bilder                         |
| Stettfelder Straße 12 (Standort)     | Schloss Ebelsbach, Schlossgrabenmauer mit Eckrondell              | Teilweise als Fundament der Wohnbauten dienend, aus Buckelquadern mit Sandstein, wohl spätes 12./frühes 13. Jahrhundert, in Zweitverwendung | D-6-74-129-5 Wikidata  | weitere Bilder                         |
| Stettfelder Straße 12 (Standort)     | Schloss Ebelsbach, Ökonomiegebäude des ehemaligen Wasserschlosses | Dreiseitig angeordnete massive Scheunen und Ställe mit Sattel- und Walmdächern, auf der Südseite mit Fachwerkobergeschossen, mit teilweiser Integration der Schlossmauer mit Eckrondellen an der Westseite; mit späteren Veränderungen. (2009 durch einen Großbrand weitestgehend zerstört; es ist aufgrund ungeklärter Eigentumsverhältnisse zurzeit nicht sanierbar und von der völligen Zerstörung bedroht) | D-6-74-129-5 Wikidata  | weitere Bilder                         |
| Stettfelder Straße 14 (Standort)     | Schloss Ebelsbach, ehemaliges Wasserschloss                       | Mehrteilige Anlage; zweigeschossiger massiver Hauptflügel mit Satteldach, mit polygonalem Treppenturm, nach Osten zweigeschossiger Querflügel mit Fachwerk auf der Schlossmauer gegründet, auf der Südseite zweigeschossiger, niedrigerer Walmdachflügel mit polygonalem Eckrondell mit welscher Haube, 1525 (dendrochronologisch datiert) und 1540 (dendrochronologisch datiert)                              | D-6-74-129-5 Wikidata  | weitere Bilder                         |
| Nähe Stettfelder Straße (Standort)   | Evangelisch-lutherische Schlosskapelle St. Maria Magdalena        | Saalbau mit dreiseitigem Chor, Satteldach und Dachreiter, nachgotisch, 1580; mit Ausstattung | D-6-74-129-5 Wikidata  | weitere Bilder                         |
| Stettfelder Straße 13 (Standort)     | Wohnhaus                                                          | Zweigeschossiger und traufständiger Halbwalmdachbau mit geohrtem Sandsteinportal, bezeichnet „1758“ | D-6-74-129-4 Wikidata  | Wohnhaus                               |
| Stettfelder Straße 18 (Standort)     | Wohnhaus                                                          | Zweigeschossiger Mansardwalmdachbau mit Werksteingliederungen, um 1800 | D-6-74-129-6 Wikidata  | weitere Bilder                         |
| Stettfelder Straße 19 (Standort)     | Wohnhaus                                                          | Zweigeschossiger und traufständiger Halbwalmdachbau mit geohrten Fenster- und Türrahmungen, 18. Jahrhundert | D-6-74-129-7 Wikidata  | Wohnhaus                               |
| Stettfelder Straße 20 (Standort)     | Wohnhaus                                                          | Zweigeschossiger Mansardwalmdachbau mit Fachwerkobergeschoss, wohl um 1800 | D-6-74-129-8 Wikidata  | weitere Bilder                         |
| Stettfelder Straße 20 (Standort)     | Zweigeschossiger Anbau                                            | Rückseitig, mit Satteldach und Obergeschosslaube | D-6-74-129-8 Wikidata  | Zweigeschossiger Anbau                 |
| Stettfelder Straße 23 (Standort)     | Gasthof zum Ebelsberg                                             | Zweigeschossiger, giebelständiger Halbwalmdachbau mit Fußwalm und verputztem Fachwerkobergeschoss, wohl 18. Jahrhundert, Erdgeschoss bezeichnet „1854“ | D-6-74-129-9 Wikidata  | weitere Bilder                         |
| Stettfelder Straße 25, 27 (Standort) | Wohnhaus                                                          | Zweigeschossiges und traufständiges Doppelwohnhaus mit Walmdach und Sandsteingliederungen, 18. Jahrhundert | D-6-74-129-10 Wikidata | Wohnhaus                               |

### Gleisenau
| Lage                                                                                 | Objekt                              | Beschreibung | Akten-Nr.              | Bild           |
| ------------------------------------------------------------------------------------ | ----------------------------------- | --- | ---------------------- | -------------- |
| Geiersrain, am Rande des Wirtschaftsweges Geiersrain Gleisenau/Schönbrunn (Standort) | Kreuzstein                          | Sandstein, spätmittelalterlich | D-6-74-129-18          | weitere Bilder |
| Georg-Schäfer-Straße 46 (Standort)                                                   | Gasthof Sonne                       | Eingeschossiger giebelständiger Fachwerkbau mit Satteldach, bezeichnet „1580“                                                                                            | D-6-74-129-16 Wikidata | weitere Bilder |
| Georg-Schäfer-Straße 49 (Standort)                                                   | Wohnhaus                            | Zweigeschossiges und giebelständiges Fachwerkhaus mit massivem Erdgeschoss und Satteldach, 18./19. Jahrhundert                                                           | D-6-74-129-17 Wikidata | weitere Bilder |
| Georg-Schäfer-Straße 54 (Standort)                                                   | Katholische Schlosskirche           | Saalbau mit Mansarddach und Dachreiter mit Glockendach, Giebelfassade aus Haustein, Rokoko um 1772; mit Ausstattung                                                      | D-6-74-129-15 Wikidata | weitere Bilder |
| Georg-Schäfer-Straße 56, an der Straße (Standort)                                    | Ökonomiebau                         | Traufständiger zweigeschossiger Hauptbau mit Mansardhalbwalmdach und eingeschossigen Flügeln mit Mansarddach, Hausteingliederungen, Rokoko, bezeichnet „1771“ und „1772“ | D-6-74-129-14 Wikidata | weitere Bilder |
| Georg-Schäfer-Straße 58 (Standort)                                                   | Schloss Gleisenau, Corps de Logis   | Dreigeschossiger Mansardwalmdachbau mit Werksteingliederungen, auf älterem Wasserschlosssockel mit Ecktürmen, Rokoko, 1773                                               | D-6-74-129-14 Wikidata | weitere Bilder |
| Nähe Georg-Schäfer-Straße (Standort)                                                 | Schlossmauer                        | Mit bekrönten Sandsteinpfosten, Rokoko, um 1771–75 | D-6-74-129-14 Wikidata | Schlossmauer   |
| Gleisenau 25 (Standort)                                                              | Wirtshauslaube                      | Achteckiger Holzpavillon mit Hausteinsockel und Zeltdach, um 1900 | D-6-74-129-31 Wikidata | Wirtshauslaube |
| Kirchstraße 8 (Standort)                                                             | Evangelisch-lutherische Pfarrkirche | Saalbau mit Satteldach und eingezogenem Polygonalchor, Einturmfassade mit Zwiebelhaube, Chordachreiter mit Zwiebelhaube, Werksteingliederungen, 1711; mit Ausstattung    | D-6-74-129-13 Wikidata | weitere Bilder |

### Schönbach
| Lage                                                | Objekt                             | Beschreibung | Akten-Nr.              | Bild           |
| --------------------------------------------------- | ---------------------------------- | --- | ---------------------- | -------------- |
| Altgereut, nahe der Schönbachmühle (Standort)       | Bildstock                          | Mit balusterförmigem Schaft, Aufsatz mit Relief der Dreifaltigkeit, bezeichnet „1752“                                                 | D-6-74-129-22 Wikidata | Bildstock      |
| Nähe August-Trunk-Straße; vor der Kirche (Standort) | Friedhofskreuz                     | Kruzifix im Dreinageltypus, Sandstein, neugotisch, 1860                                                                               | D-6-74-129-21 Wikidata | Friedhofskreuz |
| Schönbach 28 (Standort)                             | Katholische Filialkirche St. Jakob | Saalbau mit eingezogenem Chor, steilem Satteldach und Dachreiter mit Zwiebel, spätromanisch, Fenster 18. Jahrhundert; mit Ausstattung | D-6-74-129-19 Wikidata | weitere Bilder |

### Schönbrunn
| Lage                                                         | Objekt         | Beschreibung                                                                    | Akten-Nr.              | Bild           |
| ------------------------------------------------------------ | -------------- | ------------------------------------------------------------------------------- | ---------------------- | -------------- |
| Steig; an der inneren Westwand der Friedhofshalle (Standort) | Inschrifttafel | Mit romanisierendem Rahmen, klassizistisch, bezeichnet „1834“                   | D-6-74-129-24 Wikidata | weitere Bilder |
| Steig (Standort)                                             | Friedhofskreuz | Im gotisierenden Dreinageltypus mit Inschriftsockel, 1900                       | D-6-74-129-23 Wikidata | Friedhofskreuz |
| Steinberg; am Feldweg nach Stettfeld (Standort)              | Wegkreuz       | Gotisierender Kruzifixus im Dreinageltypus auf Inschriftsockel, Sandstein, 1894 | D-6-74-129-25 Wikidata | weitere Bilder |

### Steinbach
| Lage                                                                                             | Objekt                                 | Beschreibung | Akten-Nr.              | Bild           |
| ------------------------------------------------------------------------------------------------ | -------------------------------------- | --- | ---------------------- | -------------- |
| Dorfstraße 2; oberhalb der B 26, zwischen der westlichen Gemeindegrenze und Steinbach (Standort) | Weinbergmauer                          | Pfaffenberg mit Obstgärten, vor 1847; mit fischgrätartig angelegten Trockenmauern aus Keupersandstein von 0,5 bis 3 m Höhe und senkrecht zum Hang angelegten Treppen | D-6-74-129-30 Wikidata | weitere Bilder |
| Dorfstraße 19 (Standort)                                                                         | Bildstockkopf                          | Mit figürlichen Reliefs auf neuem Sockel, um 1710/30 | D-6-74-129-28 Wikidata | Bildstockkopf  |
| Dorfstraße 49 (Standort)                                                                         | Katholische Kuratiekirche St. Wendelin | Saalbau mit eingezogenem Chor, Giebelfassade, Satteldach, Dachreiter mit Zwiebel, und Werksteingliederungen, 1766 erbaut, Portal bezeichnet „1770“; mit Ausstattung  | D-6-74-129-26 Wikidata | weitere Bilder |
| Nähe Dorfstraße (Standort)                                                                       | Friedhofskreuz                         | Gotisierender Kruzifixus im Dreinageltypus auf Inschriftsockel, neugotisch, um 1870                                                                                  | D-6-74-129-27 Wikidata | Friedhofskreuz |
| Weinberge unterm Dorf; an der B 26 Richtung Ziegelanger (Standort)                               | Wegkreuz                               | Dreinageltypus auf Inschriftsockel mit Zinnenkranz, neugotisch, 1880                                                                                                 | D-6-74-129-29 Wikidata | weitere Bilder |

## Ehemalige Baudenkmäler
| Lage                               | Objekt   | Beschreibung                                                                               | Akten-Nr.              | Bild     |
| ---------------------------------- | -------- | ------------------------------------------------------------------------------------------ | ---------------------- | -------- |
| Schönbach Gottengasse 3 (Standort) | Wohnhaus | Eingeschossiger und giebelständiger Satteldachbau mit Fachwerkgiebel, wohl 18. Jahrhundert | D-6-74-129-20 Wikidata | Wohnhaus |